# اوروه پالو
اوروه پالو (استونیایی: Urve Palo؛ زادهٔ ۱۰ ژوئیهٔ ۱۹۷۲) سیاست‌مدار اهل استونی است.

## سمت‌ها
- وزیر کارآفرینی و فناوری اطلاعات (نوامبر ۲۰۱۶ – اوت ۲۰۱۸)
- وزیر کارآفرینی (آوریل ۲۰۱۵ – سپتامبر ۲۰۱۵)
- وزیر امور اقتصادی و زیرساخت (مارس ۲۰۱۴ – آوریل ۲۰۱۵)
- وزیر جمعیت و امور قومی (آوریل ۲۰۰۷ – مه ۲۰۰۹)